# Georges Politzer
Pour les articles homonymes, voir Politzer.
Georges Politzer, né le 3 mai 1903 à Nagyvárad (Empire austro-hongrois) – aujourd'hui Oradea, en Roumanie (région de Transylvanie) – et mort pour la France, fusillé par les nazis le 23 mai 1942 au Mont-Valérien à Suresnes, est un philosophe, résistant communiste et théoricien marxiste français d'origine hongroise. Sa seconde épouse était Maï Politzer, militante communiste et résistante.

## Biographie

### En Hongrie
Né en 1903 dans une famille de la bourgeoisie juive de Hongrie, Georges Politzer, lycéen, adhère au Parti communiste en 1918 et s'engage activement dans le mouvement révolutionnaire. Il s’exile à l’âge de dix-sept ans à la suite de l’écrasement de la République des conseils de Hongrie dirigée par Béla Kun. Le pays entre dans l’ère Horthy,.

### À Vienne
Il participe aux séminaires de la société psychanalytique de Vienne avec Sigmund Freud et Sándor Ferenczi.

### En France
Titulaire du baccalauréat, qu'il a passé avant l'exil, il s’installe à Paris en 1921 et en cinq ans, il obtient tous ses diplômes universitaires, jusqu’à l’agrégation de philosophie (1926). Il enseigne successivement au lycée de Moulins comme professeur délégué puis après son agrégation  aux lycées de Cherbourg et d'Évreux, avant d'occuper le poste de professeur de philosophie au lycée Marcelin-Berthelot à Saint-Maur-des-Fossés et fait partie du premier conseil d'administration de l'établissement. Il épouse Camille Nony, une de ses étudiantes, en 1923. Ils auront deux enfants, un garçon né en 1924 et une fille en 1927. Georges Politzer obtient la nationalité française fin 1924. Il rencontre en 1929, dans un train, celle qui deviendra sa deuxième épouse, Marie, dite « Maï », une sage-femme. Il va divorcer et  l'épouser en 1931. Ils auront un fils, Michel.

#### Philosophie, économie, communisme

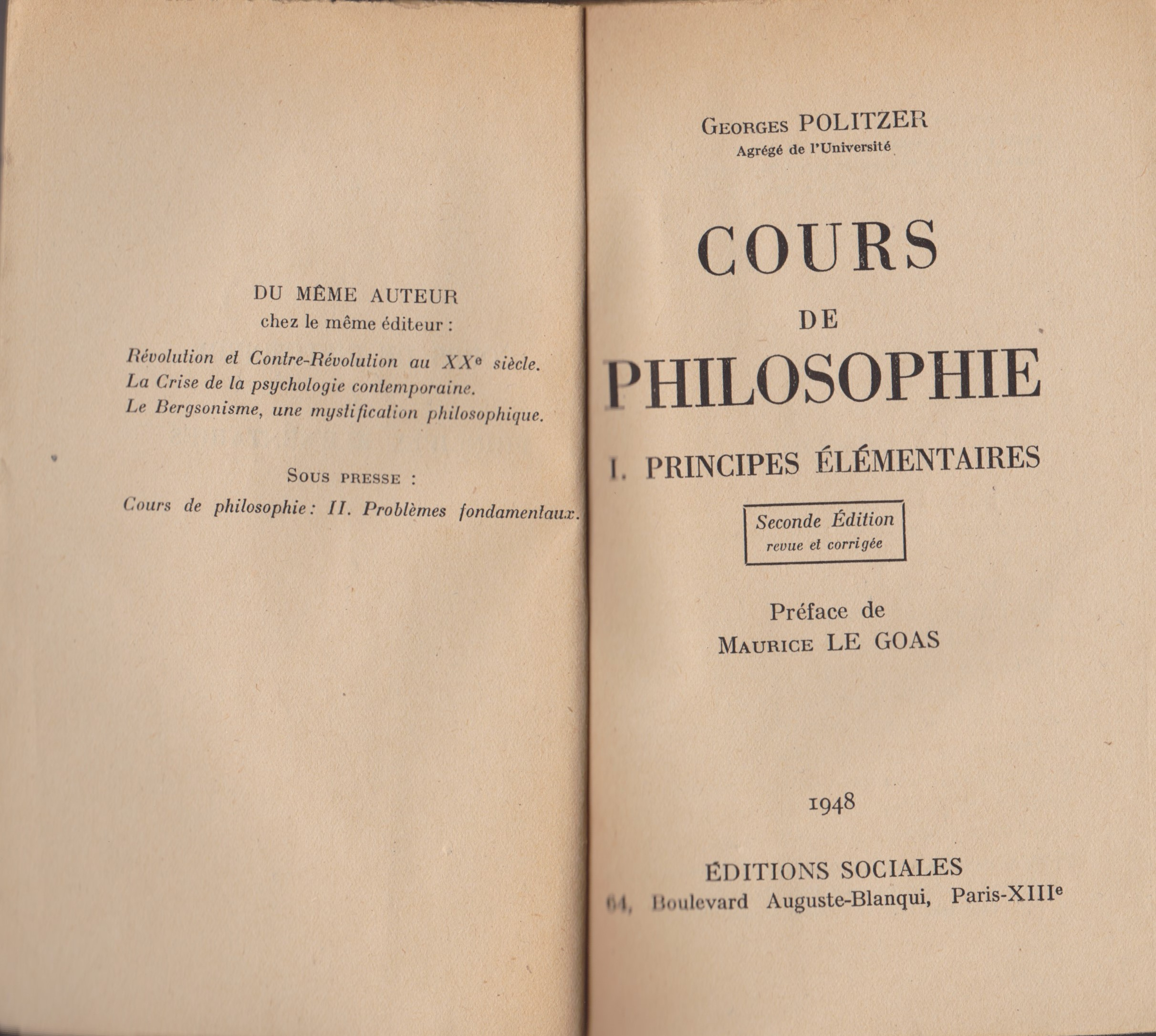
Georges Politzer, « Principes élémentaires de philosophie » (édition 1948). Ce livre reprend ses cours sur le matérialisme dialectique, tenus à l'Université ouvrière de Paris avant la guerre.

À la Sorbonne il s'était lié avec un groupe d'étudiants en philosophie, Pierre Morhange, Henri Lefebvre, Norbert Guterman. Ensemble ils fondent en 1924 un groupe et une revue Philosophies. Après de nombreux débats et controverses, Politzer et la plupart des membres du groupe adhérent en 1929 au Parti communiste. Avec Morhange, Georges Friedmann et Paul Nizan, Politzer participe alors à une nouvelle revue, la Revue marxiste, première revue théorique marxiste en France. Après l'échec de cette expérience éditoriale, il se tourne vers l'étude de l'économie. Il devient membre du bureau d'information de la CGTU, puis à partir de 1933-1934 responsable de la commission économique du comité central du Parti communiste français. Dès lors et jusqu'à la guerre il écrit de nombreux articles économiques et sociaux dans L'Humanité et dans Les Cahiers du bolchévisme.

#### Université ouvrière
À la suite de la fondation par le Parti communiste français, au début des années 1930, de l'Université ouvrière de Paris, dans les vieux locaux de l'avenue Mathurin-Moreau, qui sera dissoute en 1939 avec les organisations du parti communiste, Georges Politzer s’investit et est chargé du cours de matérialisme dialectique. L’Université ouvrière renaîtra malgré tout après la Libération sous le nom d’Université nouvelle.

#### Résistance
Mobilisé à Paris en 1940, il reste aux côtés de la direction clandestine du Parti communiste. Démobilisé en juillet 1940, il dirige l’édition d’un bulletin clandestin. Il entre en clandestinité en août 1940 avec Maï Politzer, qui se charge d'amener ses textes jusqu'aux imprimeries clandestines. Ils ont laissé leur fils de sept ans aux parents de Maï. Il crée en septembre 1940, avec ses amis communistes Jacques Decour et Jacques Solomon, le premier réseau de Résistance universitaire. À la suite de l’arrestation, en octobre 1940, de leur camarade et ami Paul Langevin, physicien de renommée mondiale, ils font paraître le premier numéro de l'Université libre, relatant l’emprisonnement du savant et dénonçant toutes les exactions commises par les envahisseurs. En plus de l'Université libre, ils publient La Pensée Libre qui sont toutes deux parmi les plus précoces publications résistantes dans la France occupée.
Du fait de ces activités clandestines, il est traqué par la police. Il est arrêté avec sa femme le 14 février 1942 par les Brigades spéciales à leur domicile clandestin situé dans le 18e arrondissement de Paris. Il est fusillé le 23 mai 1942 avec ses camarades au Mont-Valérien. Son épouse Maï meurt du typhus à Auschwitz en mars 1943.
Malgré sa mort tragique et ses prises de positions ouvertement antifascistes, Georges Politzer n'est reconnu comme interné résistant à titre posthume qu’après une bataille juridique qui se termine en 1956.

## Aperçu de ses idées

### Philosophe matérialiste
Il est un des principaux philosophes communistes, inspiré par la doctrine du matérialisme, et l'auteur des Principes élémentaires de philosophie (aussi appelés Principes fondamentaux de philosophie dans une édition ultérieure).
En 1929, il écrit un « brûlot contre la pensée idéaliste officielle : La fin d'une parade philosophique : le bergsonisme ».

### Psychologie «concrète»
Lecteur de Karl Marx et de Lénine, il s’intéresse beaucoup à la psychologie, prônant le côté « concret » de cette dernière, par rapport à la psychologie traditionnelle qu’il qualifie d’« abstraite ». Il édite la Revue de psychologie concrète.
La critique de la psychologie et de la psychanalyse par Politzer, ainsi que sa polémique avec Angelo Hesnard, influencent l’œuvre de Roland Dalbiez « La méthode psychanalytique et la doctrine freudienne »,.

#### Critique des fondements de la psychologie(1928)
L'ouvrage condamne dès 1928, l'introspection et le béhaviorisme.
Au moment où se prépare une première réédition de la « Critique des fondements de la psychologie » dans les années 1960, l'analyse de Louis Althusser montre les résonances du texte de Politzer dans la pensée philosophique de l'époque.
Althusser considère que, plus que Hesnard « qui a eu ce rôle historique de présenter la psychanalyse en France, et qui a été l'objet d'une préface de Merleau-Ponty », Politzer est à « l'origine »  de l'« entrée de la psychanalyse dans la réflexion philosophique française ».
Althusser aurait voulu la rééditer aux Éditions Sociales (dont le directeur était Guy Besse) avec une « préface théorique », étant donné « la gravité » de l'événement que représentait, selon lui, cette reparution. Il écrit à Guy Besse le 23 juin 1965 : « Le texte de Politzer, lancé dans le public sans préface théorique que tout lecteur soit obligé de lire, va y faire des ravages. »

Althusser considère que « c'est par Politzer que la psychanalyse est entrée dans la réflexion philosophique française, très expressément, sans aucun doute, chez Sartre et chez Merleau-Ponty » : 

« La Critique est un texte génial, mais faux, et profondément idéaliste. Son génie est d'avoir compris l'importance décisive de Freud à un moment où presque personne en France ne la soupçonnait, — son erreur est d'en avoir donné une exposition à 100 % idéaliste, et très précisément existentialiste. Ce n'est pas par une mauvaise lecture de Politzer que Sartre et Merleau en ont tiré le parti que nous savons : c'est malheureusement par une lecture fidèle de Politzer : le seul maître de Sartre est Politzer, son seul vrai maître (avec... aussi paradoxal que cela paraisse, Bergson ! L'influence de Husserl est beaucoup plus superficielle chez lui, malgré les nombreux emprunts terminologiques qu'il lui a faits). »

— Lettre de Louis Althusser à Guy Besse du 23 juin 1965.
Althusser consacre une partie de cette conférence sur « La place de la psychanalyse dans les sciences humaines » (troisième séminaire, 1963-1964, de Louis Althusser tenu à l'École normale supérieure) à l'analyse du livre de Politzer, en renvoyant à des textes et articles qui ont précédé ce qu'il en dit, notamment à l'examen qu'en a déjà fait Jean Laplanche dans le rapport coécrit avec Serge Leclaire et présenté au colloque de Bonneval, publié dans Les Temps Modernes en 1961, « L'inconscient. Une étude psychanalytique ».

### Politzer critique de la psychanalyse freudienne
Dans l’ensemble, même si les positions divergent sur le sujet, la position de Politzer sur la psychanalyse est plutôt marquée par une certaine ambivalence même si certains de ses propos sont très critiques.

#### Prises de position de Politzer dans les années 1920-1930
En 1924 Politzer écrit : 

« La charpente théorique de la psychanalyse est tout ce qu’il y a de plus provisoire. Les théories que Freud appelle lui-même « topiques », à savoir la distinction entre l’inconscient, le préconscient et le conscient sont de grossières hypothèses de travail, de même que les hypostases comme la Censure, le Refoulement, et même la Libido. Sans être formaliste au point de faire grief à une science du manque de beauté architectonique de ses théories, nous pouvons affirmer que tout le fondement théorique de la psychanalyse est à refaire. »

 et quelques années plus tard, il écrit : 

« Contrairement à la prétention qui consiste à vouloir en faire une science, la théorie de la psychanalyse est un système philosophique construit en partant d’un certain nombre de faits, dont il s’agirait d’ailleurs de vérifier la liste, mais qui, en tout cas, sont, à l’heure qu’il est, complètement écrasés par le fatras pesant des élucubrations. »

Les critiques philosophiques de la psychologie classique et de la psychanalyse par Politzer ont été rapprochées de celles de Sartre; même si la philosophie de la conscience est un point de divergence entre eux.
En 1939, Politzer, qui a donc déjà vivement critiqué la théorie freudienne naissante et à ses outils, affirme :
« On a souvent fait état, dans les milieux psychanalytiques, de l’exil de Freud symbolisant la condamnation de la psychanalyse par les nazis. Certes, il y a eu des déclamations nazies contre la psychanalyse. Il n’en est pas moins vrai que la psychanalyse et les psychanalystes ont fourni pas mal de thèmes aux théoriciens nazis en premier lieu celui de l’inconscient. L’attitude pratique du nazisme à l’égard de la psychanalyse a été déterminée essentiellement par des raisons tactiques.
En prenant des allures d’iconoclastes, les psychanalystes ont profondément heurté les sentiments des masses des classes moyennes. Telle est la spécialité historique de l’anarchisme petit bourgeois. En plus de la question raciale, c’est pour exploiter ce fait que le nazisme a dénoncé quelque peu le freudisme, mais cela ne l’a jamais empêché, ni d’intégrer les psychanalystes parmi le personnel nazi, ni d’emprunter des thèmes à la doctrine freudienne. »
En 1939 il écrit encore :
« Il suffit de feuilleter n’importe quel ouvrage psychanalytique pour se rendre compte à quelles puérilités peut aboutir la sociologie freudienne. Indiquons seulement qu’en fait Freud et ses disciples ont été amenés à proposer les 'complexes' à la place des forces motrices réelles de l’histoire. La sociologie à laquelle ils ont abouti ainsi fait apparaître à la surface l’idéalisme que la doctrine contient à la base. Par cet aspect des théories psychanalytiques, le mouvement issu de Freud a rejoint, par-delà la réaction philosophique, la réaction sociale et politique. »

#### Sur Politzer à partir des années 1960
Selon Althusser, la position de Politzer n'est pas une « simple » critique envers la psychanalyse qui peut représenter une méthode de psychologie « concrète » par le « drame » se jouant entre le médecin et le patient.
Selon Élisabeth Roudinesco, alors  qu'ils sont élèves du professeur Georges Dumas qui se livre à une « critique ironique de la psychanalyse » au cours de « ses présentations de malades » à l'Hôpital Sainte-Anne, « le jeune philosophe marxiste Georges Politzer » avec Juliette Boutonier « contre-attaquent vivement pour défendre Freud et la psychanalyse » (entretien avec Juliette Favez-Boutonier).

Cependant Roudinesco écrit aussi : 

« La haine extravagante dont il fait preuve à l'égard de la psychanalyse, après 1929, n'a rien de commun avec cette hostilité latente que manifeste le parti à la même époque »

## Citations

### De Georges Politzer
- « Tant qu’on dira : il y a dans l’histoire de la philosophie des philosophies sans matière et des philosophies s’épuisant dans une débauche d’artifices honnêtes ou pharisiens, avec l’inconscience parfaite d’être privés de matière, on ne discutera plus que sur les dates ; tant qu’on dira : les renaissances de l’esprit correspondent à la découverte d’une matière nouvelle et les nuances sont alors balayées parce qu’on pose les problèmes en grands termes, ils nous féliciteront de l’ingéniosité de nos vues. Mais quand on dira : il faut que dès maintenant les problèmes soient posés en grands termes ; il faut que dès maintenant les nuances soient balayées, car voici la matière nouvelle : alors nous ne seront plus que des simplistes et des ignorants et par-dessus le marché, des énergumènes. Et toute la bonne disposition qu’on pouvait avoir pour nos idées s’évaporera, tout de suite, du seul fait que nous voulons leur donner la précision qu’elles comportent. Car telle est la loi de la situation. Les philosophes de la philosophie sans matière sont inconscients et le comique qui pèse sur eux c'est qu’ils savent de science certaine qu’il y a eu des philosophes inconscients d’être privés de matière et qu’ils sont parfaitement impuissants à diagnostiquer chez eux la maladie qu’ils reconnaissent pourtant chez les autres. » L’Esprit, cahiers, mai 1926
- « Et il faut avouer que, pour la philosophie nouvelle, il ne peut pas y avoir de dualisme entre la certitude et la sécurité, puisque les spéculations rattachent ceux qui la préconisent  à ceux qu’on appelle les ennemis de la société. Et se trouvant ainsi, heureusement, en désaccord avec l’État, les nouveaux philosophes n’auront plus que la certitude. Philosopher véritablement sera de nouveau une occupation dangereuse comme dans les temps héroïques. Les philosophes seront de nouveau amis de la vérité, mais par là même ennemis des dieux, ennemis de l’État et corrupteurs de la jeunesse. La philosophie comportera de nouveau un risque. Une sélection se produira donc. Ne viendront à la vérité que ceux qui l’aiment au point d’oser transformer les aventures spirituelles en aventures matérielles. » Ibidem
- Dans un petit texte titré Introduction, Georges Politzer fait l'éloge de « l'homme concret vivant sa vie unique sur le plan humain »[29].

### Sur Georges Politzer

#### À propos de laCritique des fondements de la psychologie

##### De Louis Althusser
- « Politzer, c'était l'homme qui avait dit : la psychologie, ça n'existe pas, la psychologie, c'est de l'abstraction, la psychologie, c'est la théorie de l'âme. Pourquoi est-ce que la psychologie n'existe pas? Parce que c'est à la fois une science qui prétend avoir pour objet l'âme, c'est-à-dire un objet qui n'existe pas et, d'un autre côté, parce que c'est une discipline qui emploie des concepts qui ne sont que des abstractions. Les abstractions de la psychologie classique, ce sont des concepts des facultés de l'âme: ça n'existe pas; et c'est tout à fait normal, puisque l'objet que la psychologie classique se donne, c'est l'âme, et que l'âme, ça n'existe pas. Nous allons donc faire [une psychologie sans âme], et c'est en cela que Politzer a annoncé l'avènement de temps nouveaux. Son texte est un véritable manifeste : c'est maintenant que ça commence. C'est le sens de sa Critique des fondements de la psychologie. Vous devez le lire, parce que c'est fondamental pour la culture de notre temps. » (Louis Althusser, conférence sur « La place de la psychanalyse dans les sciences humaines », séminaire sur Lacan et la psychanalyse, 1963-1964).
- « Ce que disait d'essentiel Politzer, c'est que le concret, la psychologie concrète, c'est dans la psychanalyse. [...] Et Politzer disait en même temps : malheureusement la psychanalyse est-elle-même contaminée par la psychologie classique. [...] il faut que la psychanalyse elle-même soit débarrassée de ce qu'elle a reçu en héritage de la psychologie classique, à savoir ses abstractions, sa théorie de l'inconscient, comme "es, comme "ça", comme réalité intérieure à la conscience, comme quelque chose d'irréductible, comme une autre conscience inconsciente. Bref, tous les concepts théoriques de Freud y passaient, y compris le concept de complexe, c'est-à-dire que Politzer refusait tous les concepts opératoires de Freud, sous le prétexte qu'ils étaient abstraits. De notre point de vue, c'est un point essentiel : aucune réflexion ne peut se faire sans pouvoir utiliser des concepts abstraits, et le problème ne se joue pas entre des concepts abstraits et des concepts non-abstraits, c'est-à-dire des non-concepts, mais entre des concepts scientifiques et des concepts abstraits non scientifiques. [...] Le concept de drame qui se veut concret est un concept abstrait, c'est une généralité. Et en ce qui nous concerne, nous pouvons dire que nous sommes tout simplement dans une impasse théorique : c'est une mauvaise abstraction parce qu'elle ne débouche sur rien. Et historiquement ça n'a débouché sur rien, sur rien d'autre que sur Merleau-Ponty et Sartre. » Ibidem
- [Prise de position d'Althusser:]« La psychologie a été fondée et personne ne s'en est aperçu. Elle a été fondée par Freud. [...] Autrement dit, ça prenait cette forme amusante: l'objet de la psychologie, c'est l'inconscient. [...] Je reprenais en gros la critique de Politzer [...], qui consistait à dire : au fond la psychologie, jusqu'à présent, a vécu sur le préjugé de l'âme, et je le disais d'une autre manière; la psychologie a vécu jusqu'à présent sur le préjugé de la conscience, elle n'a pas pris conscience du fait que l'essence de son objet, c'est l'inconscient. Par là, en fait, je confrontais une certaine rencontre de la psychologie, de la psychanalyse elle-même, avec une autre rencontre que je faisais, que nous faisons tous, qui est la rencontre de la psychanalyse avec les sciences sociales elles-mêmes, c'est-à-dire avec une réalité objective. » Ibidem

## Postérité

### Censures
Son ouvrage posthume, Principes élémentaires de philosophie, réalisé à partir de notes prises par ses élèves, fut le premier ouvrage interdit par le régime militaire instauré en Turquie en 1980.
Des détenus de la prison française de Fleury-Mérogis ont reçu un refus à leur demande de disposer d'ouvrages de Politzer pour les lire.

### Hommages en France au résistant
- Rue : en 1998, une rue du 12e arrondissement de Paris prend son nom et celui de son épouse.
- Collèges : Il existe des collèges à son nom dans les villes de Dammarie-lès-Lys[32], de La Courneuve[33], de Bagnolet[34], de Montreuil, d'Ivry-sur-Seine[35] et d'Évreux[36].
- La salle de conférence du Lycée Marcelin Berthelot de Saint-Maur-des-Fossés porte son nom.

## Distinctions
- Mort pour la France, mention attribuée par le Secrétariat général aux Anciens Combattants, en date du 17 octobre 1945[37]
- Interné résistant
- Personne citée au Panthéon de Paris

## Publications
- Contre Bergson et quelques autres, écrits philosophiques, 1924-1939.
- Recherches philosophiques sur l’essence de la liberté humaine, traduction de Friedrich Schelling, 1926.
- Critique des fondements de la psychologie, 1928.
  - 1re rééd. de la Critique des fondements de la psychologie aux Presses universitaires de France en 1967.
  - Rééd. : Critique des fondements de la psychologie. La psychologie et la psychanalyse, 2003, Presses universitaires de France, coll. Quadrige  (ISBN 2130535488).
- Cours de marxisme, 1935-1936.
- Les Grands problèmes de la philosophie contemporaine, 1938.
- La Philosophie et les mythes, La Pensée, 1939.
- La philosophie des lumières et la pensée moderne, La Pensée, 1939.
- Qu'est-ce que le rationalisme?, La Pensée, 1939.
- Dans la cave de l'aveugle, chronique de l'obscurantisme contemporain, La Pensée, 1939.
- La fin de la psychanalyse, La Pensée, 1939.
- Le Bergsonisme, une mystification philosophique, Éditions sociales.
- Révolution et contre-révolution au XXe siècle : Réponse à « Or et sang » de M. Rosenberg, Éditions du Parti communiste français, [1941].
- L'Antisémitisme, le racisme, le problème juif, 1941.
- L'Obscurantisme au XXe siècle, La Pensée, 1941.
- Principes élémentaires de philosophie[38], Éditions sociales, notes prises aux cours professés à l'Université ouvrière de 1935-1936.
  - Nouvelle édition revue, Principes élémentaires de philosophie (préf. Maurice Le Goas, Georges Cogniot), Paris, Les Éditions sociales, 1972.
  - Réédition, Éditions Delga, 2009.
- Principes fondamentaux de philosophie, Éditions sociales, 1954, notes prises aux cours professés à l'Université ouvrière de 1935-1936.
- La crise de la psychologie contemporaine, Éditions sociales, 1947.
- Écrits, 1. La Philosophie et les Mythes, Éditions sociales, 1973.
- Écrits, 2. Les Fondements de la psychologie, Éditions sociales.

#### Sur laCritique des fondements de la psychologiede Politzer
- Louis Althusser, Psychanalyse et sciences humaines, Deux conférences (1963-1964), édition posthume établie et présentée par Olivier Corpet et François Matheron (Provenance: archives du philosophe confiées à l'I.M.E.C.), Le Livre de poche, 1996, Librairie Générale Française/IMEC.
- Jean Laplanche, dans Jean Laplanche et Serge Leclaire, « L'inconscient, une étude psychanalytique » (Rapport soumis à discussion au Colloque de Bonneval en 1960 sur « L'inconscient »), in Jean Laplanche, Problématiques IV, L'inconscient et le ça, Paris, P.U.F., 1981 p. 261-321. Premier paragraphe de la section I (écrit par Jean Laplanche), a) Sens et lettre. Examen de la critique de Georges Politzer.  (ISBN 2130367143)